# ألبيرتا واتسون
ألبيرتا واتسون، (بالإنجليزية: Alberta Watson)‏ ولدت يوم 6 مارس 1955. وتوفيت يوم 21 مارس 2015. هي ممثلة تلفاز وأفلام كندية.

## الاعمال
حصلت واتسون على أول دور لها في سن 19 في فيلم من إنتاج CBC عنوانه «أكرم أباك».، كما مثلت دور «ميتزي» في فيلم «في مديح النساء المسنات» للمخرج «جورج كازندار»، بعد ذلك بعام، رشّحت لجائزة أفضل ممثلة في جوائز جيني في مهرجان يوركتون للأفلام، انتقلت بعدها إلى لوس أنجلوس ومن ثم إلى نيويورك.
عاشت واتسون في نيوجيرسي لمدة 8 أعوام مع زوجها إلى تم الطلاق بينهما عادت بعد ذلك إلى تورنتو وحاولت التركيز على العثور على أدوار في أفلام مستقلة. عملت مع المخرج كولين مورفي في فيلم صانع الأحذية عام 1996، حصلت عن دورها فيه على ترشيح لدور أفضل ممثلة في حفل جوائز جيني الثامن عشر.
من أدوارها الشهيرة في الأفلام دور الأم سوزان أيبللي في الفيلم الأمريكي "Spanking the Monkey" إنتاج عام1994، ودور لورين مورفي في فيلم قراصنة إنتاج عام 1995، ودور ريزا في الفيلم الكندي المرشح لجائزة الأوسكار «الآخرة الجميلة» عام 1997 ومن إخراج أتوم أجويان.
لعبت ألبيرتا واتسون دور «مادلين» في مسلسل الفتاة نيكيتا لأربع مواسم من 1997 حتى 2001 (وظهرت ضيفة في الموسم الخامس). أصيبت ألبيرتا بسرطان الغدد اللمفاوية أثناء العمل في الموسم الثاني عام 1998، وخضعت لعلاج كيميائي ما تسبب بفقدها لشعرها فقلل المنتجون من دورها.
كان اسمها ملهماً لدور ألبيرتا في مسلسل 24.[بحاجة لمصدر] عام 2005، شاركت في المسلسل بدور المحققة إيرين درسكول على مدى 12 حلقة في الموسم الرابع. عامي 2007 و2008، لعبت ألبيرتا دوراً مساعداً في المسلسل التلفزيوني الكندي «الحدود» بدور وزيرة الأمن العام. عام 2010، لعبت دور بطولة في مسلسل «قلب» من إنتاج CBC وحازت على جائزة جيمني عام 2011 عن دور سارة كرافين.

## وصلات خارجية
- ألبيرتا واتسون على موقع IMDb (الإنجليزية)
- ألبيرتا واتسون على موقع الموسوعة البريطانية (الإنجليزية)
- ألبيرتا واتسون على موقع ألو سيني (الفرنسية)
- ألبيرتا واتسون على موقع أول موفي (الإنجليزية)
- ألبيرتا واتسون على موقع قاعدة بيانات الأفلام السويدية (السويدية)
- ألبيرتا واتسون على موقع إن إن دي بي (الإنجليزية)
- ألبيرتا واتسون على موقع قاعدة بيانات الفيلم (الإنجليزية)
- ألبيرتا واتسون على موقع كينوبويسك (الروسية)
- مقابلة مع ألبيرتا واتسون
- موقع المعجبين
- قناة Alberta Watson  على يوتيوب
- Alberta Watson; Aveleyman
- findagrave.com